# Governo Leterme I
Il Governo Leterme I è stato il 90º governo del Belgio, il primo guidato da Yves Leterme.
Esso rimase in carica, per un totale di 9 mesi e 10 giorni, tra il 20 marzo e il 30 dicembre 2008, durante la 52ª legislatura della Camera dei rappresentanti.

## Storia del mandato
Guidato dal Primo ministro democristiano fiammingo Yves Leterme, ex vice primo ministro e ministro del bilancio, il governo è formato e sostenuto da una coalizione tra i Cristiano-Democratici e Fiamminghi (CD&V), il Movimento Riformatore (MR) i Liberali e Democratici Fiamminghi Aperti (Open VLD), il Partito Socialista (PS) e il Centro Democratico Umanista (CDH). Insieme, hanno 101 rappresentanti su 150, o il 67,3% dei seggi nella Camera dei rappresentanti.
Si forma in seguito alle dimissioni del primo ministro fiammingo Guy Verhofstadt, che è al potere dal 1999.
Succede al governo Verhofstadt III, stabilito e sostenuto dalla stessa coalizione formata per un periodo di 90 giorni per consentire a Leterme di stabilire un proprio esecutivo a seguito di una crisi politica di 6 mesi e 11 giorni.
Il 20 marzo 2008, alla data concordata in occasione dell'entrata in carica del Gabinetto di transizione di Verhofstadt, Yves Leterme consegnò la sua dichiarazione politica generale alla Camera dei rappresentanti.
Solo quattro mesi dopo, il 14 luglio, il primo ministro si dimette davanti al re dopo aver notato le profonde divergenze all'interno della CD&V su un nuovo accordo istituzionale. Il sovrano rifiuta tre giorni dopo e nomina tre inviati, l'ex nazionale ministro democristiano francofono Raymond Langendries, l'ex ministro-presidente liberale di Bruxelles François-Xavier de Donnea e il ministro presidente socialista della Comunità Germanofona e oratore tedesco Karl-Heinz Lambertz, per "esaminare come possono essere offerte garanzie per avviare in modo credibile un dialogo istituzionale".
Leterme rimase al potere rinunciando di nuovo all'incarico nel suo ufficio il 19 dicembre a seguito del caso Fortis, in cui il presidente della Corte suprema ha accusato il governo di mettere pressione sulla giustizia nell'acquisizione della banca Fortis. Dichiara che non intende avere successo o svolgere altre funzioni governative. Dopo tre giorni di consultazioni, Alberto II questa volta accetta le dimissioni del primo ministro e lo invita con il suo governo a rimanere in carica per gli affari correnti.
Dopo la missione di esplorazione della ex primo ministro democristiano fiammingo Wilfried Martens, la formazione di un nuovo governo è affidata al Presidente della Camera dei rappresentanti fiammingo democristiano Herman Van Rompuy. Ricostituisce la maggioranza che ha sostenuto Leterme e forma il 30 dicembre il proprio team governativo.

## Composizione
Il governo era composto da 15 ministri (14 + 1 primo ministro) e 7 segretari di stato. Il gabinetto principale aveva 5 vice primi ministri.
| Funzione e poteri                                                                                | Nome                      | Termine                          |  | Partito  |
| ------------------------------------------------------------------------------------------------ | ------------------------- | -------------------------------- |  | -------- |
| Primo ministro Politica generale e presidente del gabinetto di base e del Consiglio dei ministri | Yves Leterme              | 20 marzo 2008 - 30 dicembre 2008 |  | CD&V     |
| Vice primo ministro e ministro Finanze e riforme istituzionali                                   | Didier Reynders           | 20 marzo 2008 - 30 dicembre 2008 |  | MR       |
| Vice primo ministro e ministro Affari sociali e sanità pubblica                                  | Laurette Onkelinx         | 20 marzo 2008 - 30 dicembre 2008 |  | PS       |
| Vice primo ministro e ministro Affari Interni                                                    | Patrick Dewael            | 20 marzo 2008 - 30 dicembre 2008 |  | Open Vld |
| Vice primo ministro e ministro Giustizia e riforme istituzionali                                 | Jo Vandeurzen             | 20 marzo 2008 - 30 dicembre 2008 |  | CD&V     |
| Vice primo ministro e ministro Lavoro e pari opportunità                                         | Joëlle Milquet            | 20 marzo 2008 - 30 dicembre 2008 |  | cdH      |
| Ministro Affari esteri                                                                           | Karel De Gucht            | 20 marzo 2008 - 30 dicembre 2008 |  | Open Vld |
| Ministro Difesa                                                                                  | Pieter De Crem            | 20 marzo 2008 - 30 dicembre 2008 |  | CD&V     |
| Ministro Politica delle PMI, dei lavoratori autonomi, dell'agricoltura e della scienza           | Sabine Laruelle           | 20 marzo 2008 - 30 dicembre 2008 |  | MR       |
| Ministro Integrazione sociale, pensioni e grandi città                                           | Maria Arena               | 20 marzo 2008 - 30 dicembre 2008 |  | PS       |
| Ministro Clima e energia                                                                         | Paul Magnette             | 20 marzo 2008 - 30 dicembre 2008 |  | PS       |
| Ministro Cooperazione allo sviluppo                                                              | Charles Michel            | 20 marzo 2008 - 30 dicembre 2008 |  | MR       |
| Ministro Servizio civile e aziende governative                                                   | Inge Vervotte             | 20 marzo 2008 - 30 dicembre 2008 |  | CD&V     |
| Ministro Imprenditorialità e semplificazione                                                     | Vincent Van Quickenborne  | 20 marzo 2008 - 30 dicembre 2008 |  | Open Vld |
| Ministro Politica migratoria e di asilo                                                          | Annemie Turtelboom        | 20 marzo 2008 - 30 dicembre 2008 |  | Open Vld |
| Segretario di Stato Mobiliteit                                                                   | Etienne Schouppe          | 20 marzo 2008 - 30 dicembre 2008 |  | CD&V     |
| Segretario di Stato Coordinamento della lotta contro la frode                                    | Carl Devlies              | 20 marzo 2008 - 30 dicembre 2008 |  | CD&V     |
| Segretario di Stato Persone con disabilità                                                       | Julie Fernandez Fernandez | 20 marzo 2008 - 30 dicembre 2008 |  | PS       |
| Segretario di Stato Alleviamento della povertà                                                   | Frédéric Laloux           | 20 maart 2008 - 19 april 2008    |  | PS       |
| Segretario di Stato Alleviamento della povertà                                                   | Jean-Marc Delizée         | 19 april 2008 - 30 december 2008 |  | PS       |
| Segretario di Stato Bilancio e politica familiare                                                | Melchior Wathelet         | 20 maart 2008 - 30 december 2008 |  | cdH      |
| Segretario di Stato aggiunto al Ministro delle Finanze                                           | Bernard Clerfayt          | 20 maart 2008 - 30 december 2008 |  | MR (FDF) |
| Segretario di Stato Preparazione della presidenza europea                                        | Olivier Chastel           | 20 maart 2008 - 30 december 2008 |  | MR       |